# NGC 136
NGC 136 là một cụm sao mở trong chòm Tiên Hậu. Nó được phát hiện bởi William Herschel vào ngày 26 tháng 11 năm 1788.